# Ischnocoris hemipterus

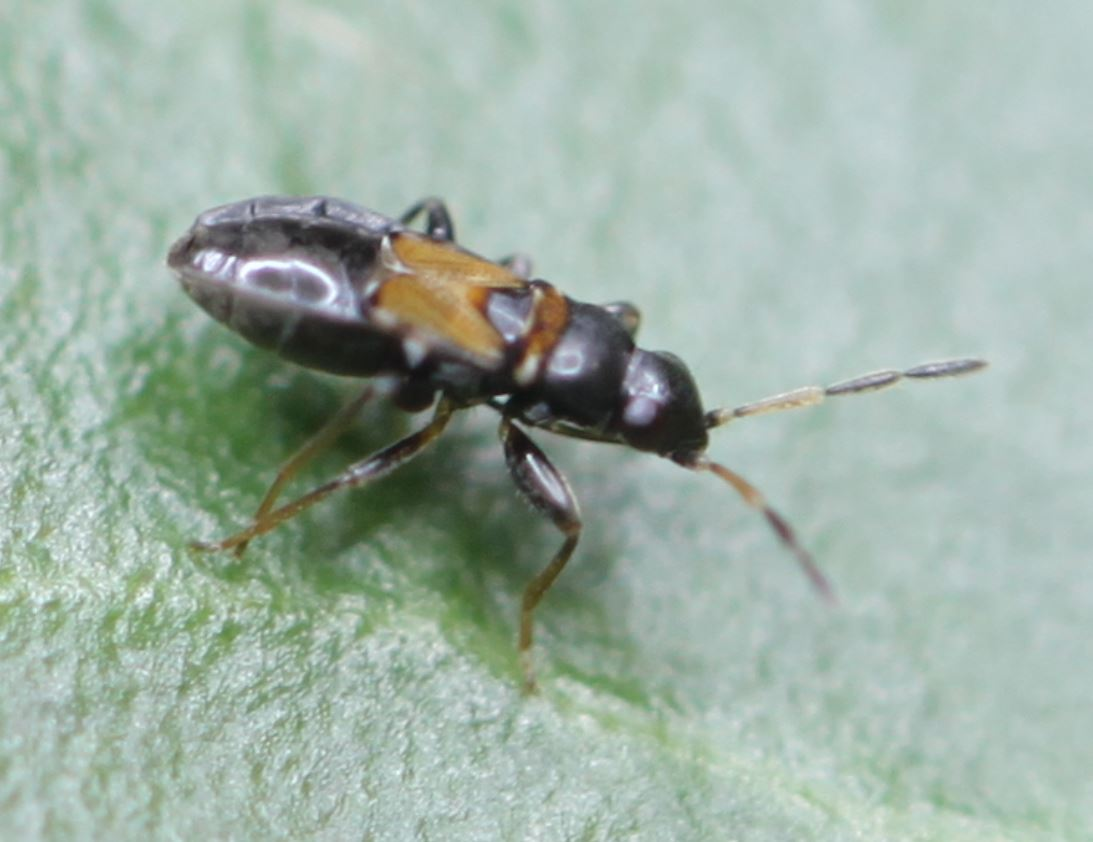
Seitenansicht, der Rüssel auf der Körperunterseite erkennbar

Ischnocoris hemipterus ist eine Wanze aus der Familie der Rhyparochromidae. Das Art-Epitheton hemipterus leitet sich aus dem Griechischen ab und bedeutet „halbgeflügelt“.

## Merkmale
Die Wanzen sind 2,3–2,8 Millimeter lang. Der Kopf, die vordere Hälfte des Pronotums, das Scutellum außer dessen Spitze sowie der Hinterleib sind schwarz gefärbt. Die hintere Hälfte des Pronotums ist mittig rotbraun gefärbt, an den Seiten weiß. Die Spitze des Scutellums ist rotbraun. An den Seiten des Kopfes ragen die relativ großen dunklen Facettenaugen hervor. Die beiden Endglieder der Fühler sowie der basale Teil des ersten Glieds sind schwarz, der restliche Teil der Fühler ist bräunlich gefärbt. Die Femora sind schwarz, die Tibien sind teils verdunkelt, die Tarsen bräunlich. Die Imagines sind überwiegend brachypter (kurzflügelig). Die Flügel sind hellbraun gefärbt.

## Verbreitung
Ischnocoris hemipterus ist eine von sieben Arten der Gattung Ischnocoris. Die Art ist in Europa mit Ausnahme des Nordens weit verbreitet. Sie fehlt auf den Britischen Inseln und in Skandinavien. Im Osten reicht das Vorkommen über Kleinasien bis in den Kaukasus. In Deutschland fehlt die Art in der Norddeutschen Tiefebene.

## Lebensweise
Die Art bevorzugt trocken-warme Biotope. Die Vertreter der Gattung Ischnocoris sind Imaginalüberwinterer. Die Art bildet eine Generation im Jahr aus. Die ausgewachsenen Wanzen der neuen Generation erscheinen im Frühsommer.